# Élie et la Veuve de Sarepta
 (novembre 2022).
Si vous disposez d'ouvrages ou d'articles de référence ou si vous connaissez des sites web de qualité traitant du thème abordé ici, merci de compléter l'article en donnant les références utiles à sa vérifiabilité et en les liant à la section « Notes et références ».
Élie et la Veuve de Sarepta est un tableau de l'artiste italien Giovanni Lanfranco réalisé de 1624 à 1625, aujourd'hui conservé au Musée Sainte-Croix à Poitiers.

## Historique
Cette œuvre fait partie d'un cycle de huit grandes toiles qui furent commandées en 1620 par le prieur Paolo Scotti, frère d'Orazio Scotti, protecteur de Giovanni Lanfranco. La toile est à l'origine destinée à la chapelle du Saint-Sacrement de la basilique Saint-Paul-hors-les-Murs de Rome. Dans les années 1660, la toile est ôtée de la chapelle à la suite de l'apparition de moisissures et est placée dans la sacristie. C'est en 1763 que Élie et la Veuve de Sarepta, ainsi que les autres toiles du cycle, sont l'objet d'un transfert au couvent bénédictin de San Callisto. En 1798, année de transition entre les deux campagnes d'Italie menées par Napoléon Bonaparte, l'armée française occupe ce couvent. Marie Dinelli-Graziani émet l'hypothèse que les toiles auraient été saisies à ce moment-là par l'armée française et qu'elles seraient arrivées dans la collection du cardinal Fesch de cette manière. Le cardinal décède en 1839; en 1845, sa collection est mise en vente à Rome. Les huit toiles sont dispersées dans différents musées, on ignore qui fut l'un des premiers acquéreurs du tableau Élie et la Veuve de Sarepta. On détient seulement l'identité de celui ayant légué la toile au Musée Sainte-Croix en 1877, il s'agit du baron de Marçay.

## Description
Le sujet de cette œuvre provient du premier Livre des Rois (17, 8 – 24). On y distingue trois personnages: Élie, une veuve dont le nom est inconnu ainsi que son fils. La toile représente le moment où Élie arrive dans la ville de Sarepta.
Conformément au texte, Élie est un prophète envoyé par Dieu à Sarepta. La ville est en pleine sécheresse et les denrées sont rares. Une veuve  ramasse du bois, à côté de son fils. Elle se tourne vers l’homme et celui-ci lui demande de quoi se nourrir. Malgré le fait qu’elle possède tout juste assez de nourriture pour elle et son fils, elle accepte de partager ses maigres réserves avec Élie. Elle reçoit alors une récompense divine : Dieu lui accorde de quoi subsister jusqu’à la fin de la sécheresse.

## Analyse
La disposition des personnages montre le prophète Élie comme la figure forte de la composition (il surplombe les deux autres personnages). Les habits de couleurs sombres de la veuve rappelle le deuil auquel elle fait face. L'ensemble de la toile est traitée dans des tonalités sombres et la lumière semble provenir de l'angle supérieur droit. On peut voir qu'un grand soin est accordé à la facture de l’œuvre tout comme dans de nombreuses compositions de Lanfranco, avec une volupté d'exécution des formes qui se remarque notamment dans le drapé d’Élie et qui reflète une certaine liberté baroque. Les raccourcis et la perspective sont traités avec une certaine habilité. La simplicité de lecture des œuvres de Lanfranco l’inscrit dans l’art de la Contre-Réforme, une période où la clarté du discours religieux prévaut dans les arts. 
Le fait d’avoir une composition claire, facilement lisible, place l’œuvre dans une certaine veine classique. Cette dernière se voit également par l’utilisation d’un éclairage partiel et d'une majorité de couleurs froides qui viennent sculpter les personnages dans des tonalités de bleu, brun et gris. Les personnages de la toile de Lanfranco exécutent des mouvements amplifiés, exagérés et les contours de ces personnages sont nets et bien délimités dans l’espace. Ce tableau présente une certaine liberté dans la composition qu’on ne voyait pas auparavant: la forte diagonale donne une impression de mouvement. L’artiste emprunte ces jeux de clairs-obscurs à Caravage avec ses forts contrastes d’ombre et lumière. 
En peignant ce sujet de cette manière, l’artiste incite au recueil et à la dévotion. Cette volonté du peintre d'instruire et d'émouvoir le spectateur tout en conservant une narration simplifiée s’explique par une volonté de rompre avec l’art maniériste qui domine toute une partie du XVIe siècle. Lanfranco ainsi que de nombreux autres artistes du XVIIe siècle vont chercher à produire des œuvres aux caractéristiques moins extravagantes que les œuvres du siècle dernier. 

### Comparaison

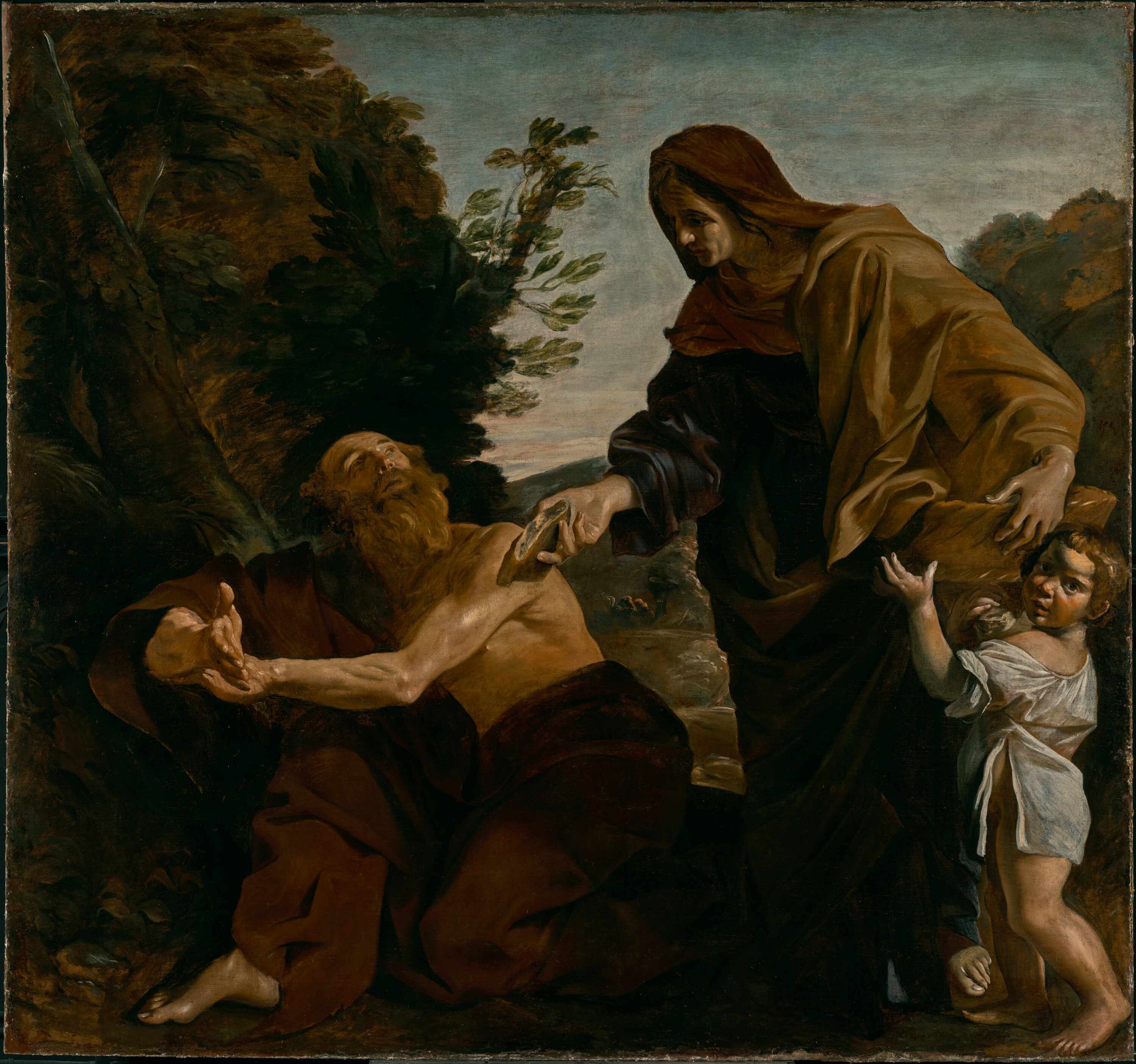
The J. Paul Getty Museum - Los Angeles

Élie recevant le pain de la veuve de Sarepta est la suite du tableau conservé à Poitiers. La toile représente le moment où la veuve partage ses vivres avec le prophète. Si le tableau est semblable à celui du musée Sainte-Croix, certaines différences sont tout de même notables, comme par exemple la position des personnages : ceux-ci sont inversée par rapport à l'œuvre de Poitiers. C'est maintenant le prophète qui est agenouillé et qui se tourne vers la veuve se trouvant à sa gauche. Ce changement de position crée un écho entre les deux toiles.
La lumière quant à elle est diffusée de manière différente, les couleurs sont plus vives et le paysage est plus clair. Lanfranco semble avoir délaissé le gris pour une couleur plus orangée qui vient sculpter les personnages dont la volupté des drapés est réduite. On retrouve également la veine classique déjà présente dans le tableau vu précédemment, avec une composition pyramidale.

## Le tableau dans la carrière de Lanfranco
Lanfranco se forme artistiquement auprès des frères Carrache. C’est à Parme, sa ville de naissance, qu'il rencontre Agostino dont il va suivre les enseignements. À la mort du frère Carrache en 1602, son jeune élève alors âgé d'à peine vingt ans, part intégrer l’atelier du cadet, Annibale à Rome, ville où les deux artistes termineront leurs jours. L'influence des frères Carrache est bel et bien visible dans les œuvres de Lanfranco, au niveau de la perspective admirablement maitrisée mais il se distingue de ses aînés par ses compositions sombres aux couleurs froides contrastant avec la palette des Carrache plus proche de la peinture vénitienne.
Quelques années avant ses quarante ans, Lanfranco reçoit une commande pour le cycle de la chapelle du Saint Sacrement à Saint-Paul-hors-les-Murs. Cette commande lance sa carrière et les projets se succèdent rapidement ensuite : entre 1624 et 1627, le peintre va notamment produire la fresque sur la coupole de la prestigieuse église Sant'Andrea della Valle à Rome (La Gloire du Paradis).
Cependant, Lanfranco n’était pas destiné à obtenir cette commande en premier lieu : c’est grâce aux refus de Guido Reni et du Dominiquin qui ne sont plus à Rome à cette période que le peintre est chargé de la réalisation de ce cycle. C’est avec cette création qu’il commence à s’affirmer dans la sphère artistique elle deviendra d'ailleurs l'une des œuvres phares de sa carrière.

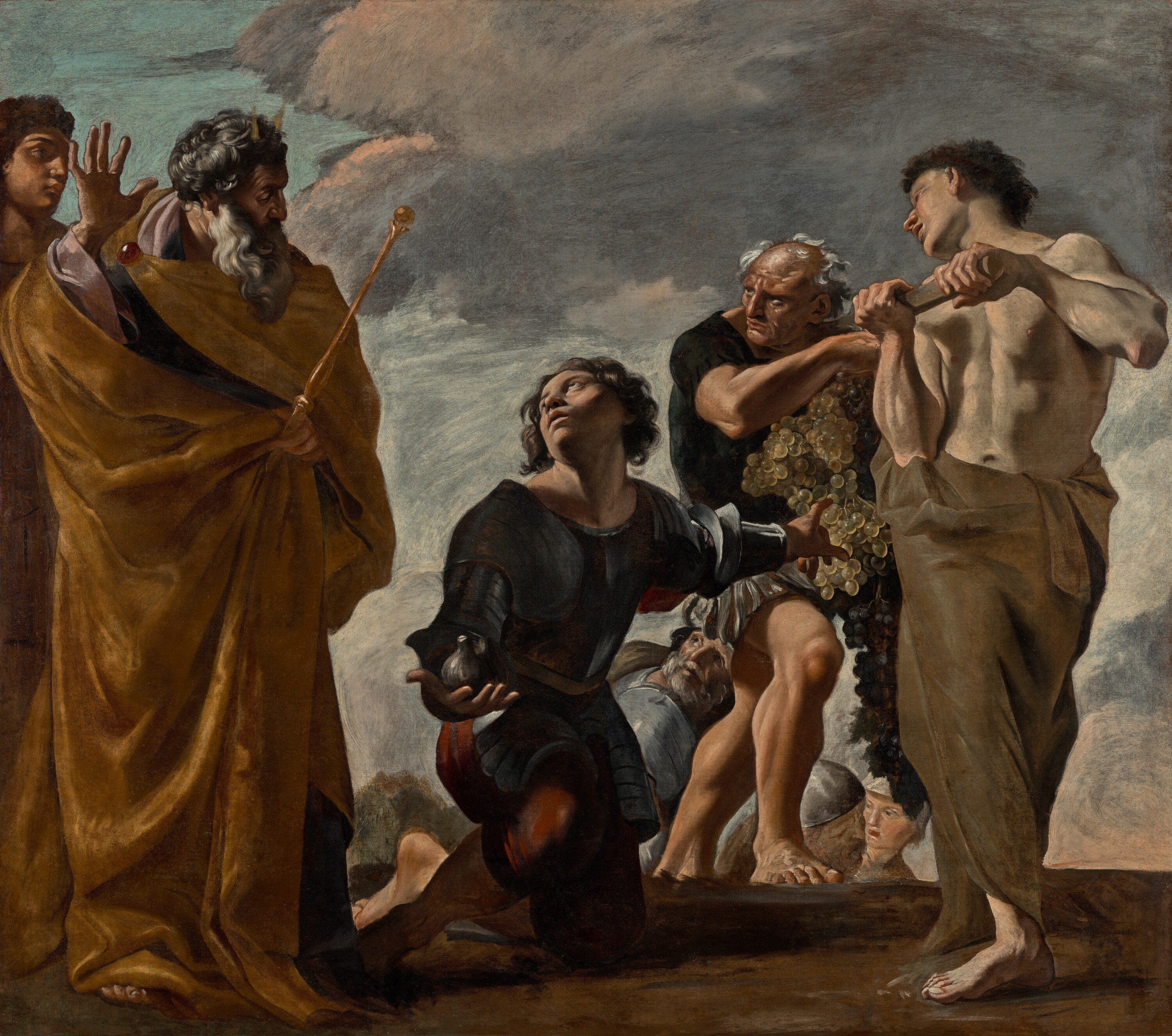
Moïse et les Messagers de Canaan, J.Paul Getty Museum, Los Angeles.

## Les autres peintures du cycle (1620-1625)
- Élie nourri par le corbeau, Musée des Beaux-Arts de Marseille.

- Moïse et les messagers de Canaan, J.Paul Getty Museum, Los Angeles.

- Élie recevant le pain de la veuve de Sarepta, J.Paul Getty Museum, Los Angeles.

- Le Prophète Élie est réveillé par un ange dans le désert, Rijksmuseum, Amsterdam.

- La Cène, National Gallery of Ireland, Dublin

- La Multiplication des pains, National Gallery of Ireland, Dublin.

- Le Miracle des cailles, Art collection of Fondazione Cassa di Risparmio di Cesena

Les peintures de ce cycle renvoient au thème de l’Eucharistie, dont le dogme a été réactivé lors du Concile de Trente. Les huit tableaux représentent des épisodes de l’Ancien et du Nouveau Testament. Les scènes de l’Ancien Testament sont plus nombreuses dans ce cycle et concernent six toiles sur huit. Quatre toiles mettant en scène le prophète Élie (Livre des Rois). Deux toiles représentent des événements du Nouveau Testament : La Cène et La Multiplication des pains.

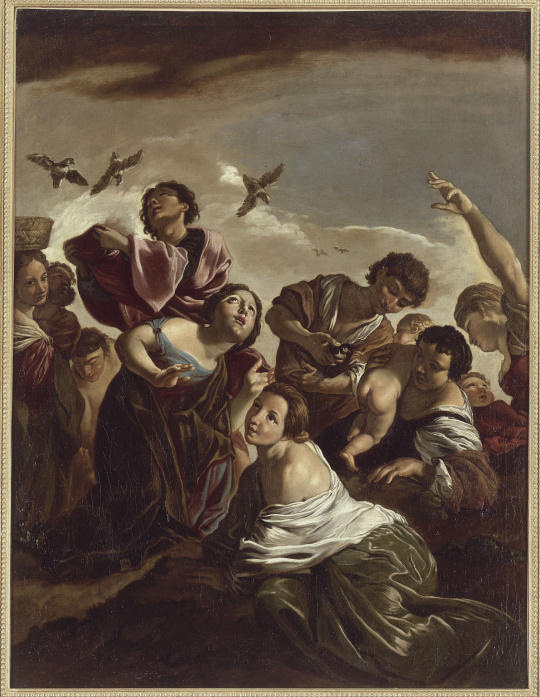
Le Miracle des Cailles Photo (©) RMN-Grand Palais / Gérard Blot

### Emplacement du cycle dans la chapelle
La basilique a partiellement brûlé en 1623 ce qui a entraîné un remaniement de l’architecture. Les toiles ayant quitté la chapelle au XVIIIe siècle, il est impossible de connaître avec certitude leur emplacement d’origine. Cependant, Erich Schleier a proposé en 1965 une reconstitution de la disposition des œuvres dans la chapelle. Selon lui, les toiles de Marseille et Poitiers étaient disposées de part et d’autre de la porte d’entrée. La Cène, Moïse et les messagers de Canaan ainsi que Élie recevant le pain de la veuve de Sarepta se trouvaient sur un pan des murs latéraux de la chapelle. Les trois autres œuvres se trouvaient quant à elles sur le mur d’en face.
Les toiles étaient accrochées en hauteur, entre la plinthe et la corniche de la chapelle. Toutes ont été restaurées à la fin du XVIIe siècle.